# Hayley Arceneaux
Hayley Arceneaux (Baton Rouge, Louisiana, 9 de diciembre de 1991) es una enfermera del Hospital infantil St. Jude estadounidense que participó en el vuelo espacial privado Inspiration4. Con 29 años Arceneaux se convirtió en la estadounidense más joven en viajar al espacio.
Fue la jefa médica de la misión. Creía que puede ser la primera cajún en ir al espacio. También fue la primera persona en viajar al espacio con una prótesis.
Creció en St. Francisville, Luisiana. Cuando tenía 10 años, se le detectó un tumor canceroso en su pierna izquierda. Fue tratada con quimioterapia y cirugía en el Hospital St. Jude para reemplazar la rodilla y obtener una prótesis de titanio. Esta experiencia la inspiró a querer trabajar con pacientes con cáncer en el Hospital St. Jude.

## Vida personal
Su hermano Hayden y su cuñada son ingenieros aeroespaciales.

## Premios
- 2003 Luisiana Young Heroes.[7]